# (7092) Cadmos
(7092) Cadmos est un astéroïde Apollon découvert le 4 juin 1992 par Carolyn et Eugene Shoemaker à l'observatoire Palomar.
Son nom est tiré du personnage de la mythologie grecque Cadmos.